# Oligostachyum bilobum
Oligostachyum bilobum är en gräsart som beskrevs av Wan Tao Lin och Z.J.Feng. Oligostachyum bilobum ingår i släktet Oligostachyum och familjen gräs. Inga underarter finns listade i Catalogue of Life.